# Lista statków typu Liberty według numeru kadłuba (151–300)
Ta strona przedstawia listę statków typu Liberty posortowaną według numeru kadłuba nadanego przez Komisję Morską (ang. Maritime Commission).
| Numer MC | Nazwa jednostki              | Patron                    | Typ jednostki | Położenie stępki     | Wodowanie            | Los |
| -------- | ---------------------------- | ------------------------- | ------------- | -------------------- | -------------------- | --- |
| 151      | SS „Charles C. Pinckney”     | Charles C. Pinckney       | standardowy   | 11 grudnia 1941      | 10 maja 1942         | storpedowany przez U-514 i zatopiony w pobliżu Azorów w 1943                                                                |
| 152      | SS „John Cropper”            | John Cropper              | standardowy   | 20 stycznia 1942     | 17 maja 1942         | złomowany w 1965 |
| 153      | SS „William Moultrie”        | William Moultrie          | standardowy   | 5 lutego 1942        | 22 maja 1942         | złomowany w 1970 |
| 154      | SS „Thomas Sumter”           | Thomas Sumter             | standardowy   | 25 lutego 1942       | 31 maja 1942         | złomowany w 1971 |
| 155      | SS „Jeremiah Van Rensselaer” | Jeremiah Van Rensselaer   | standardowy   | 10 marca 1942        | 7 czerwca 1942       | storpedowany przez U-456 w pobliżu przylądka Farvel w 1942                                                                  |
| 156      | SS „Artemas Ward”            | Artemas Ward              | standardowy   | 24 marca 1942        | 14 czerwca 1942      | uszkodzony w kolizji w 1944, zatopiony jako część falochronu w Normandii w 1944                                             |
| 157      | SS „Hugh Williamson”         | Hugh Williamson           | standardowy   | 11 maja 1942         | 7 lipca 1942         | zniszczony w 1946, naprawiony, złomowany w 1948                                                                             |
| 158      | SS „William R. Davie”        | William R. Davie          | standardowy   | 18 maja 1942         | 12 lipca 1942        | złomowany w 1972 |
| 159      | SS „William Gaston”          | William Gaston            | standardowy   | 23 maja 1942         | 19 lipca 1942        | storpedowany przez U-861 i zatopiony na południowym Atlantyku w 1944                                                        |
| 160      | SS „William A. Graham”       | William A. Graham         | standardowy   | 1 czerwca 1942       | 26 lipca 1942        | złomowany w 1972 |
| 161      | SS „James K. Polk”           | James K. Polk             | standardowy   | 8 czerwca 1942       | 2 sierpnia 1942      | storpedowany przez U-510 w pobliżu Gujany Holenderskiej w 1943, zadeklarowany jako zniszczony, złomowany                    |
| 162      | SS „Alexander Martin”        | Alexander Martin          | standardowy   | 15 czerwca 1942      | 16 sierpnia 1942     | złomowany w 1963 |
| 163      | SS „Richard D. Spaight”      | Richard D. Spaight        | standardowy   | 8 lipca 1942         | 11 września 1942     | storpedowany przez U-182 i zatopiony w pobliżu Durbanu w 1943                                                               |
| 164      | SS „Samuel Ashe”             | Samuel Ashe               | standardowy   | 12 lipca 1942        | 17 września 1942     | złomowany w 1970 |
| 165      | SS „Benjamin Williams”       | Benjamin Williams         | standardowy   | 19 lipca 1942        | 23 września 1942     | złomowany w 1966 |
| 166      | SS „James Turner”            | James Milton Turner       | standardowy   | 26 lipca 1942        | 29 września 1942     | złomowany w 1970 |
| 167      | SS „Nathaniel Alexander”     | Nathaniel Alexander       | standardowy   | 2 sierpnia 1942      | 4 października 1942  | sprzedany w prywatne ręce w 1947, złomowany w 1968                                                                          |
| 168      | SS „David Stone”             | David Stone               | standardowy   | 16 sierpnia 1942     | 10 października 1942 | złomowany w 1966 |
| 169      | SS „Benjamin Smith”          | Benjamin Smith            | standardowy   | 11 września 1942     | 28 października 1942 | storpedowany przez U-175 i zatopiony w pobliżu Sassandry w 1943                                                             |
| 170      | SS „Meriwether Lewis”        | Meriwether Lewis          | standardowy   | 19 maja 1941         | 19 października 1941 | storpedowany przez U-634 i zatopiony na północnym Atlantyku w 1943                                                          |
| 171      | SS „Star of Oregon”          | Oregon                    | standardowy   | 19 maja 1941         | 27 września 1941     | storpedowany przez U-162 i zatopiony w pobliżu Trynidadu w 1942                                                             |
| 172      | SS „William Clark”           | William Clark             | standardowy   | 31 maja 1941         | 26 października 1941 | storpedowany przez U-354 i zatopiony na Morzu Grenlandzkim w 1942                                                           |
| 173      | SS „Robert Gray”             | Robert Gray               | standardowy   | 31 maja 1941         | 16 listopada 1941    | storpedowany przez U-108 i zatopiony na północnym Atlantyku w 1943                                                          |
| 174      | SS „John Barry”              | John Barry                | standardowy   | 11 lipca 1941        | 23 listopada 1941    | storpedowany przez U-859 i zatopiony na Oceanie Indyjskim w 1944                                                            |
| 175      | SS „Thomas Jefferson”        | Thomas Jefferson          | standardowy   | 18 lipca 1941        | 7 grudnia 1941       | złomowany w 1961 |
| 176      | SS „John Hancock”            | John Hancock              | standardowy   | 18 lipca 1941        | 14 grudnia 1941      | storpedowany przez U-553 i zatopiony w pobliżu Kuby w 1942                                                                  |
| 177      | SS „Philip Livingston”       | Philip Livingston         | standardowy   | 18 lipca 1941        | 21 grudnia 1941      | sprzedany w prywatne ręce w 1947, złomowany w 1969                                                                          |
| 178      | SS „John Jay”                | John Jay                  | standardowy   | 30 września 1941     | 4 lutego 1942        | złomowany w 1960 |
| 179      | SS „Thomas Macdonough”       | Thomas Macdonough         | standardowy   | 21 października 1941 | 28 stycznia 1942     | złomowany w 1967 |
| 180      | SS „William Dawes”           | William Dawes             | standardowy   | 26 października 1941 | 7 lutego 1942        | storpedowany w pobliżu Sydney w 1942, złomowany                                                                             |
| 181      | SS „Philip Schuyler”         | Philip Schuyler           | standardowy   | 19 listopada 1941    | 15 lutego 1942       | złomowany w 1967 |
| 182      | SS „George Clymer”           | George Clymer             | standardowy   | 26 listopada 1941    | 19 lutego 1942       | zniszczony w pobliżu Ascension 1942                                                                                         |
| 183      | SS „James Wilson”            | James Wilson              | standardowy   | 9 grudnia 1941       | 22 lutego 1942       | przekazany USN jako „Sterope” (AK-96), złomowany w 1964                                                                     |
| 184      | SS „John Hart”               | John Hart                 | standardowy   | 16 grudnia 1941      | 25 lutego 1942       | złomowany w 1966 |
| 185      | SS „Henry W. Longfellow”     | Henry W. Longfellow       | standardowy   | 22 grudnia 1941      | 5 marca 1942         | złomowany w 1962 |
| 186      | SS „Edgar Allan Poe”         | Edgar Allan Poe           | standardowy   | 29 stycznia 1942     | 26 marca 1942        | storpedowany w pobliżu Nowej Kaledonii w 1942, przekazany USN jako IX-103, zniszczony w 1949, złomowany                     |
| 187      | SS „Nathaniel Hawthorne”     | Nathaniel Hawthorne       | standardowy   | 5 lutego 1942        | 31 marca 1942        | storpedowany przez U-508 i zatopiony w pobliżu Trynidadu w 1942                                                             |
| 188      | SS „John G. Whittier”        | John G. Whittier          | standardowy   | 8 lutego 1942        | 5 kwietnia 1942      | złomowany w 1962 |
| 189      | SS „William Cullen Bryant”   | William Cullen Bryant     | standardowy   | 16 lutego 1942       | 7 kwietnia 1942      | storpedowany przez U-84 w pobliżu Key West w 1942, naprawiony, złomowany w 1963                                             |
| 190      | SS „James Russell Lowell”    | James Russell Lowell      | standardowy   | 19 lutego 1942       | 12 kwietnia 1942     | storpedowany przez U-371 w pobliżu Algierii w 1943, podniesiony w 1953 i rozebrany                                          |
| 191      | SS „Henry D. Thoreau”        | Henry D. Thoreau          | standardowy   | 23 lutego 1942       | 16 kwietnia 1942     | złomowany w 1972 |
| 192      | SS „Ralph Waldo Emerson”     | Ralph Waldo Emerson       | standardowy   | 26 lutego 1942       | 19 kwietnia 1942     | złomowany w 1960 |
| 193      | SS „James Whitcomb Riley”    | James Whitcomb Riley      | standardowy   | 5 marca 1942         | 23 kwietnia 1942     | złomowany w 1971 |
| 194      | SS „Oliver Wendell Holmes”   | Oliver Wendell Holmes     | standardowy   | 26 marca 1942        | 7 maja 1942          | złomowany w 1970 |
| 195      | SS „Walt Whitman”            | Walt Whitman              | standardowy   | 31 marca 1942        | 11 maja 1942         | złomowany w 1972 |
| 196      | SS „Mark Twain”              | Mark Twain                | standardowy   | 5 kwietnia 1942      | 16 maja 1942         | złomowany w 1959 |
| 197      | SS „Washington Irving”       | Washington Irving         | standardowy   | 7 kwietnia 1942      | 22 maja 1942         | złomowany w 1972 |
| 198      | SS „James Fenimore Cooper”   | James Fenimore Cooper     | standardowy   | 12 kwietnia 1942     | 22 maja 1942         | sprzedany w prywatne ręce w 1951, zniszczony i złomowany w 1967                                                             |
| 199      | SS „Thomas Bailey Aldrich”   | Thomas Bailey Aldrich     | standardowy   | 16 kwietnia 1942     | 22 maja 1942         | złomowany w 1968 |
| 200      | SS „Bret Harte”              | Bret Harte                | standardowy   | 19 kwietnia 1942     | 29 maja 1942         | złomowany w 1963 |
| 201      | SS „John Davenport”          | John Davenport            | standardowy   | 24 września 1941     | 15 maja 1942         | złomowany w 1960 |
| 202      | SS „John Winthrop”           | John Winthrop             | standardowy   | 24 września 1941     | 7 czerwca 1942       | storpedowany przez U-619 i zatopiony na północnym Atlantyku w 1942                                                          |
| 203      | SS „Thomas Hooker”           | Thomas Hooker             | standardowy   | 14 października 1941 | 13 lipca 1942        | storpedowany przez U-653 i zatopiony na północnym Atlantyku w 1943                                                          |
| 204      | SS „Ethan Allen”             | Ethan Allen               | standardowy   | 7 stycznia 1942      | 16 sierpnia 1942     | złomowany w 1960 |
| 205      | SS „Josiah Bartlett”         | Josiah Bartlett           | standardowy   | 18 maja 1942         | 27 września 1942     | złomowany w 1967 |
| 206      | SS „William King”            | William King              | standardowy   | 9 czerwca 1942       | 21 października 1942 | storpedowany przez U-198 i zatopiony w pobliżu Durbanu 1943                                                                 |
| 207      | SS „John Carver”             | John Carver               | standardowy   | 14 lipca 1942        | 31 października 1942 | eksplodował w 1945, złomowany w 1949                                                                                        |
| 208      | SS „William Bradford”        | William Bradford          | standardowy   | 17 sierpnia 1942     | 14 listopada 1942    | złomowany w 1960 |
| 209      | SS „William Brewster”        | William Brewster          | standardowy   | 27 września 1942     | 8 grudnia 1942       | złomowany w 1963 |
| 210      | SS „Lou Gehrig”              | Lou Gehrig                | standardowy   | 21 października 1942 | 17 stycznia 1943     | złomowany w 1966 |
| 211      | SS „Daniel Webster”          | Daniel Webster            | standardowy   | 1 listopada 1942     | 28 stycznia 1943     | trafiony torpedą lotniczą i wyrzucony na brzeg w pobliżu Oranu w 1944, złomowany w 1948                                     |
| 212      | SS „William Pierce Frye”     | William Pierce Frye       | standardowy   | 15 listopada 1942    | 11 lutego 1943       | storpedowany przez U-610 i zatopiony na północnym Atlantyku w 1943                                                          |
| 213      | SS „Hannibal Hamlin”         | Hannibal Hamlin           | standardowy   | 8 grudnia 1942       | 5 marca 1943         | złomowany w 1971 |
| 214      | SS „John Sullivan”           | John Sullivan             | standardowy   | 17 stycznia 1943     | 28 marca 1943        | złomowany w 1963 |
| 215      | SS „John Chandler”           | John Chandler             | standardowy   | 29 stycznia 1943     | 8 kwietnia 1943      | sprzedany w prywatne ręce w 1947, złomowany w 1971                                                                          |
| 216      | SS „John Holmes”             | John Holmes               | standardowy   | 12 lutego 1943       | 18 kwietnia 1943     | sprzedany w prywatne ręce w 1947, złomowany w 1969                                                                          |
| 217      | SS „Joseph Hewes”            | Joseph Hewes              | standardowy   | 22 września 1941     | 29 marca 1942        | złomowany w 1968 |
| 218      | SS „John Penn”               | John Penn                 | standardowy   | 23 września 1941     | 12 kwietnia 1942     | storpedowany i zniszczony w pobliżu Grenlandii w 1942                                                                       |
| 219      | SS „John C. Calhoun”         | John C. Calhoun           | standardowy   | 1 października 1941  | 26 kwietnia 1942     | wybuchł w Finschaven w 1944, zadeklarowany jako utracony, ale podniesiony, złomowany w                                      |
| 220      | SS „Edward Rutledge”         | Edward Rutledge           | standardowy   | 30 marca 1942        | 21 czerwca 1942      | złomowany w 1961 |
| 221      | SS „Abel Parker Upshur”      | Abel Parker Upshur        | standardowy   | 13 kwietnia 1942     | 28 czerwca 1942      | złomowany w 1966 |
| 222      | SS „William Hawkins”         | William Hawkins           | standardowy   | 27 kwietnia 1942     | 3 lipca 1942         | złomowany w 1958 |
| 223      | SS „Thomas Pinckney”         | Thomas Pinckney           | standardowy   | 22 czerwca 1942      | 23 sierpnia 1942     | złomowany w 1960 |
| 224      | SS „Roger Williams”          | Roger Williams            | standardowy   | 29 czerwca 1942      | 30 sierpnia 1942     | sprzedany w prywatne ręce w 1947, zatopiony w 1965                                                                          |
| 225      | SS „John Drayton”            | John Drayton              | standardowy   | 4 lipca 1942         | 5 września 1942      | storpedowany i zatopiony u wybrzeży Durbanu 1943                                                                            |
| 226      | SS „James B. Richardson”     | James B. Richardson       | standardowy   | 23 sierpnia 1942     | 15 października 1942 | zniszczony w 1951, ale naprawiony, zatopiony w pobliżu New Jersey z przestarzałą amunicją w 1968                            |
| 227      | SS „Paul Hamilton”           | Paul Hamilton             | standardowy   | 30 sierpnia 1942     | 20 października 1942 | storpedowany i zatopiony w pobliżu Algieru w 1944                                                                           |
| 228      | SS „Henry Middleton”         | Henry Middleton           | standardowy   | 5 września 1942      | 25 października 1942 | złomowany w 1971 |
| 229      | SS „Alexander Hamilton”      | Alexander Hamilton        | standardowy   | 20 września 1941     | 28 grudnia 1941      | złomowany w 1962 |
| 230      | SS „Robert Fulton”           | Robert Fulton             | standardowy   | 20 września 1941     | 10 stycznia 1942     | złomowany w 1969 |
| 231      | SS „Stephen A. Douglas”      | Stephen A. Douglas        | standardowy   | 18 września 1941     | 21 stycznia 1942     | złomowany w 1966 |
| 232      | SS „John Dickinson”          | John Dickinson            | standardowy   | 29 grudnia 1941      | 11 marca 1942        | złomowany w 1973 |
| 233      | SS „Fisher Ames”             | Fisher Ames               | standardowy   | 12 stycznia 1942     | 17 marca 1942        | złomowany w 1970 |
| 234      | SS „Robert G. Harper”        | Robert G. Harper          | standardowy   | 22 stycznia 1942     | 22 marca 1942        | sprzedany w prywatne ręce w 1947, złomowany w 1970                                                                          |
| 235      | SS „Samuel Moody”            | Samuel Moody              | standardowy   | 12 marca 1942        | 27 kwietnia 1942     | złomowany w 1964 |
| 236      | SS „John Sevier”             | John Sevier               | standardowy   | 18 marca 1942        | 30 kwietnia 1942     | storpedowany przez U-185 i zatopiony w pobliżu Kuby w 1943                                                                  |
| 237      | SS „Jonathan Edwards”        | Jonathan Edwards          | standardowy   | 23 marca 1942        | 5 maja 1942          | złomowany w 1961 |
| 238      | SS „Anne Hutchinson”         | Anne Hutchinson           | standardowy   | 23 kwietnia 1942     | 31 maja 1942         | storpedowany przez U-504 i zatopiony w pobliżu Afryki Południowej w 1943, złomowany                                         |
| 239      | SS „John Harvard”            | John Harvard              | standardowy   | 27 kwietnia 1942     | 4 czerwca 1942       | sprzedany w prywatne ręce w 1951, zniszczony i złomowany w 1963                                                             |
| 240      | SS „Elihu Yale”              | Elihu Yale                | standardowy   | 30 kwietnia 1942     | 7 czerwca 1942       | zbombardowany i zniszczony w pobliżu Anzio w 1944, podniesiony i złomowany w 1947                                           |
| 241      | SS „James Otis”              | James Otis                | standardowy   | 17 września 1941     | 31 grudnia 1941      | ciężko uszkodzony w pobliżu Devon w 1945, zatopiony z przestarzałą amunicją w 1946                                          |
| 242      | SS „John Adams”              | John Adams                | standardowy   | 17 września 1941     | 18 stycznia 1942     | storpedowany i zatopiony w pobliżu Nowej Kaledonii w 1942                                                                   |
| 243      | SS „Kit Carson”              | Kit Carson                | standardowy   | 17 września 1941     | 6 lutego 1942        | złomowany w 1966 |
| 244      | SS „Zachary Taylor”          | Zachary Taylor            | standardowy   | 6 października 1941  | 28 lutego 1942       | złomowany w 1961 |
| 245      | SS „Anthony Wayne”           | Anthony Wayne             | standardowy   | 6 października 1941  | 15 marca 1942        | złomowany w 1960 |
| 246      | SS „Timothy Pickering”       | Timothy Pickering         | standardowy   | 8 października 1941  | 28 marca 1942        | trafiony torpedą lotniczą i zatopiony w pobliżu Sycylii w 1943                                                              |
| 247      | SS „Stephen Hopkins”         | Stephen Hopkins           | standardowy   | 2 stycznia 1942      | 14 kwietnia 1942     | zatopiony ogniem artyleryjskim na południowym Atlantyku w 1942                                                              |
| 248      | SS „Samuel Huntington”       | Samuel Huntington         | standardowy   | 20 stycznia 1942     | 26 kwietnia 1942     | zbombardowany i zniszczony w pobliżu Anzio w 1944                                                                           |
| 249      | SS „William Ellery”          | William Ellery            | standardowy   | 9 lutego 1942        | 9 maja 1942          | złomowany w 1968 |
| 250      | SS „Lewis Morris”            | Lewis Morris              | standardowy   | 3 marca 1942         | 22 maja 1942         | złomowany w 1961 |
| 251      | SS „John Wise”               | John Wise                 | standardowy   | 16 marca 1942        | 14 czerwca 1942      | złomowany w 1971 |
| 252      | SS „George Ross”             | George Ross               | standardowy   | 30 marca 1942        | 29 czerwca 1942      | złomowany w 1966 |
| 253      | SS „James Smith”             | James Smith               | standardowy   | 15 kwietnia 1942     | 4 lipca 1942         | storpedowany przez U-510 na południowym Atlantyku w 1943, naprawiony, złomowany w 1963                                      |
| 254      | SS „George Taylor”           | George Taylor             | standardowy   | 27 kwietnia 1942     | 9 lipca 1942         | złomowany w 1961 |
| 255      | SS „William Whipple”         | William Whipple           | standardowy   | 9 maja 1942          | 14 lipca 1942        | złomowany w 1958 |
| 256      | SS „Oliver Wolcott”          | Oliver Wolcott            | standardowy   | 22 maja 1942         | 7 sierpnia 1942      | złomowany w 1961 |
| 257      | SS „Francis Lewis”           | Francis Lewis             | standardowy   | 22 maja 1942         | 24 lipca 1942        | złomowany w 1970 |
| 258      | SS „John Morton”             | John Morton               | standardowy   | 22 maja 1942         | 21 lipca 1942        | złomowany w 1972 |
| 259      | SS „George Read”             | George Read               | standardowy   | 7 czerwca 1942       | 30 lipca 1942        | złomowany w 1971 |
| 260      | SS „Roger Sherman”           | Roger Sherman             | standardowy   | 15 czerwca 1942      | 3 sierpnia 1942      | złomowany w 1961 |
| 261      | SS „Richard Stockton”        | Richard Stockton          | standardowy   | 21 czerwca 1942      | 17 sierpnia 1942     | przekazany Belgii jako „Belgian Loyalty” w 1945, złomowany w 1972                                                           |
| 262      | SS „Matthew Thornton”        | Matthew Thornton          | standardowy   | 30 czerwca 1942      | 12 sierpnia 1942     | złomowany w 1971 |
| 263      | SS „William Williams”        | William Williams          | standardowy   | 5 lipca 1942         | 21 sierpnia 1942     | storpedowany na Pacyfiku w 1943, naprawiony, przekazany USN jako „Venus” (AK 135), złomowany w 1961                         |
| 264      | SS „Eli Whitney”             | Eli Whitney               | standardowy   | 10 lipca 1942        | 26 sierpnia 1942     | przekazany USN w 1956 jako YAG, złomowany w 1974                                                                            |
| 265      | SS „Stephen F. Austin”       | Stephen F. Austin         | standardowy   | 23 października 1941 | 22 maja 1942         | złomowany w 1967 |
| 266      | SS „William B. Travis”       | William B. Travis         | standardowy   | 30 grudnia 1941      | 12 czerwca 1942      | wszedł na minę w pobliżu Bizerty w 1943, naprawiony, złomowany w 1964                                                       |
| 267      | SS „Mirabeau B. Lamar”       | Mirabeau Buonaparte Lamar | standardowy   | 30 grudnia 1941      | 19 czerwca 1942      | złomowany w 1963 |
| 268      | SS „Theodore Sedgwick”       | Theodore Sedgwick         | standardowy   | 2 czerwca 1942       | 19 sierpnia 1942     | złomowany w 1961 |
| 269      | SS „Thomas T. Tucker”        | Thomas T. Tucker          | standardowy   | 16 czerwca 1942      | 31 sierpnia 1942     | zniszczony w pobliżu Kapsztadu w 1942                                                                                       |
| 270      | SS „Jeremiah Wadsworth”      | Jeremiah Wadsworth        | standardowy   | 23 czerwca 1942      | 7 września 1942      | storpedowany i zatopiony w pobliżu południowej Afryki 1942                                                                  |
| 271      | SS „James Bowie”             | James Bowie               | standardowy   | 19 sierpnia 1942     | 27 października 1942 | złomowany w 1971 |
| 272      | SS „Thomas J. Rusk”          | Thomas J. Rusk            | standardowy   | 3 września 1942      | 11 listopada 1942    | złomowany w 1972 |
| 273      | SS „Lambert Cadwalader”      | Lambert Cadwalader        | standardowy   | 8 września 1942      | 16 listopada 1942    | złomowany w 1960 |
| 274      | SS „James Madison”           | James Madison             | standardowy   | 28 października 1942 | 21 grudnia 1942      | złomowany w 1966 |
| 275      | SS „William L. Smith”        | William L. Smith          | standardowy   | 12 listopada 1942    | 6 stycznia 1943      | złomowany w 1964 |
| 276      | SS „Stephen C. Foster”       | Stephen Collins Foster    | standardowy   | 17 listopada 1942    | 12 stycznia 1943     | złomowany w 1961 |
| 277      | SS „Albert Gallatin”         | Albert Gallatin           | standardowy   | 11 września 1941     | 12 lutego 1942       | trafiony torpedą przez U-107 w pobliżu Savannah w 1943 ale nieuszkodzony, storpedowany i zatopiony na Morzu Arabskim w 1944 |
| 278      | SS „Oliver Hazard Perry”     | Oliver Hazard Perry       | standardowy   | 15 września 1941     | 18 lutego 1942       | złomowany w 1971 |
| 279      | SS „Elbridge Gerry”          | Elbridge Gerry            | standardowy   | 22 września 1941     | 28 lutego 1942       | złomowany w 1966 |
| 280      | SS „Rufus King”              | Rufus King                | standardowy   | 6 października 1941  | 11 marca 1942        | zniszczony w pobliżu Moreton Island w 1942, zatopiony jako cel przez RAAF                                                   |
| 281      | SS „Abiel Foster”            | Abiel Foster              | standardowy   | 13 października 1941 | 22 marca 1942        | złomowany w 1961 |
| 282      | SS „Benjamin Goodhue”        | Benjamin Goodhue          | standardowy   | 20 października 1941 | 31 marca 1942        | złomowany w 1961 |
| 283      | SS „John Hathorn”            | John Hathorn              | standardowy   | 12 lutego 1942       | 30 kwietnia 1942     | złomowany w 1972 |
| 284      | SS „Edwin Markham”           | Edwin Markham             | standardowy   | 18 lutego 1942       | 5 maja 1942          | złomowany w 1965 |
| 285      | SS „George Matthews”         | George Matthews           | standardowy   | 28 lutego 1942       | 9 maja 1942          | złomowany w 1967 |
| 286      | SS „John Page”               | John Page                 | standardowy   | 11 marca 1942        | 19 maja 1942         | złomowany w 1959 |
| 287      | SS „James Schureman”         | James Schureman           | standardowy   | 22 marca 1942        | 23 maja 1942         | złomowany w 1962 |
| 288      | SS „Peter Silvester”         | Peter Silvester           | standardowy   | 31 marca 1942        | 27 maja 1942         | storpedowany przez U-862 i zatopiony na Oceanie Indyjskim w 1945                                                            |
| 289      | SS „John Steele”             | John Steele               | standardowy   | 30 kwietnia 1942     | 21 czerwca 1942      | złomowany w 1961 |
| 290      | SS „George Thatcher”         | George Thatcher           | standardowy   | 5 maja 1942          | 23 czerwca 1942      | storpedowany przez U-126 i zatopiony w pobliżu zachodniej Afryki w 1942                                                     |
| 291      | SS „Juan Cabrillo”           | Juan Cabrillo             | standardowy   | 9 maja 1942          | 27 czerwca 1942      | złomowany w 1961 |
| 292      | SS „Junipero Serra”          | Junípero Serra            | standardowy   | 20 maja 1942         | 30 czerwca 1942      | złomowany w 1959 |
| 293      | SS „John A. Sutter”          | John A. Sutter            | standardowy   | 23 maja 1942         | 10 lipca 1942        | złomowany w 1969 |
| 294      | SS „Richard Henry Dana”      | Richard Henry Dana        | standardowy   | 27 maja 1942         | 12 lipca 1942        | sprzedany w prywatne ręce w 1947, przerobiony na pływające nabrzeże                                                         |
| 295      | SS „William F. Cody”         | William F. Cody           | standardowy   | 14 czerwca 1942      | 26 lipca 1942        | złomowany w 1967 |
| 296      | SS „Robert F. Stockton”      | Robert F. Stockton        | standardowy   | 19 czerwca 1942      | 29 lipca 1942        | przekazany Alabama State Docks, złomowany                                                                                   |
| 297      | SS „Starr King”              | Starr King                | standardowy   | 21 czerwca 1942      | 31 lipca 1942        | storpedowany i zatopiony w pobliżu Sydney w 1943                                                                            |
| 298      | SS „Leland Stanford”         | Leland Stanford           | standardowy   | 23 czerwca 1942      | 4 sierpnia 1942      | złomowany w 1967 |
| 299      | SS „Francis Drake”           | Francis Drake             | standardowy   | 27 czerwca 1942      | 8 sierpnia 1942      | złomowany w 1971 |
| 300      | SS „Peter H. Burnett”        | Peter H. Burnett          | standardowy   | 29 czerwca 1942      | 10 sierpnia 1942     | storpedowany niedaleko Wysp Cooka w 1943, naprawiony, przekazany USN jako IX 104, złomowany w 1959                          |